# Sciapus nanus
Sciapus nanus är en tvåvingeart som beskrevs av Octave Parent 1929. Sciapus nanus ingår i släktet Sciapus och familjen styltflugor.
Artens utbredningsområde är Kongo. Inga underarter finns listade i Catalogue of Life.